# 주영달
주영달(1987년 7월 15일~ )은 대한민국의 전직 스타크래프트 프로게이머이다. 프로게임단 지도자로도 활동했다. 선수 시절 아이디는 oDin[gm]였으며 종족은 저그였다. 현재 광동 프릭스의 사무국장이다.

## 선수 시절
2005년 상반기 드래프트에서 삼성전자 칸에 지명되면서 입단했다. 08-09 종료 후 박성훈으로부터 팀 내 주장 자리를 받았다.
2011년 11월부터 팀 내 플레잉 코치로 활동했다.

## 지도자 생활
2011년 11월, 플레잉 코치로 부임했다.
2014년 10월, 군에 입대했다. 제대 이후인 2016년 8월, 삼성 갤럭시의 리그 오브 레전드 코치로 부임했다. 리그 오브 레전드 월드 챔피언십 2017에도 선수단과 동행해 팀의 우승에 기여했다.
2020년 5월, 팀의 감독대행으로 선임되었다. 2021시즌을 앞두고 팀의 정식 감독으로 부임했다. 2021시즌 종료 후 감독직에서 물러났다.
2022년 11월, 광동 프릭스의 사무국장으로 부임했다.

## 수상 경력

### 선수 경력
- 제2회 Airwark 전국 아마추어 대회 준우승
- 2004 대구 게임 페스티벌 준우승
- 2004 iTV 신인왕전 우승
- 곰TV TG삼보-인텔 클래식 2008 시즌1 16강

### 지도자 경력

#### 스타크래프트
- SK플래닛 스타크래프트 프로리그 시즌 1 3위
- SK플래닛 스타크래프트 II 프로리그 시즌 2 정규시즌 우승
- SK플래닛 스타크래프트 II 프로리그 시즌 2 준우승
- SK텔레콤 스타크래프트 II 프로리그 2014 1라운드 3위
- SK텔레콤 스타크래프트 II 프로리그 2014 4라운드 4위